# Клаус Заммер
Клаус Заммер (нім. Klaus Sammer, нар. 5 грудня 1942, Гредіц) — східнонімецький футболіст, що грав на позиції захисника. По завершенні ігрової кар'єри — футбольний тренер.
Виступав за «Айнгайт» (Дрезден), «Динамо» (Дрезден), а також національну збірну НДР. Згодом працював з дрезденським «Динамо» як головний тренер.

## Клубна кар'єра
У дорослому футболі дебютував 1962 року виступами за команду клубу «Айнгайт» (Дрезден), в якій провів три сезони у другому дивізіоні НДР, взявши участь у 63 матчах чемпіонату.
1965 року перейшов до клубу «Динамо» (Дрезден), за який відіграв 10 сезонів. Більшість часу, проведеного у складі дрезденського «Динамо», був основним гравцем захисту команди і виграв за цей час два чемпіонати НДР і один кубок. Завершив професійну кар'єру футболіста виступами за команду «Динамо» (Дрезден) у 1975 році.

## Виступи за збірну
1970 року дебютував в офіційних матчах у складі національної збірної НДР. Протягом кар'єри у національній команді, яка тривала 4 роки, провів у формі головної команди країни 17 матчів.

## Кар'єра тренера
Розпочав тренерську кар'єру, повернувшись до футболу після невеликої перерви, 1982 року, очоливши тренерський штаб клубу «Динамо» (Дрезден). Під час роботи з «динамівцями» за клуб дебютував його син Маттіас, майбутній чемпіон Європи і володар «Золотого м'яча».
1986 року Клаус покинув посаду, проте в 1992 році знову став тренером «Динамо» (Дрезден), що виступало у об'єднаній Бундеслізі, втім у квітні 1993 року знову залишив клуб.

## Досягнення

### Як гравець
- Чемпіон НДР (2): 1971, 1973
- Володар Кубку НДР: 1971

### Як тренер
- Володар Кубку НДР (2): 1983-84, 1984-85